# Hermann Krukenberg
Hermann Krukenberg (ur. 21 czerwca 1863 w Calbe (Saale), zm. 3 października 1935 w Wernigerode) – niemiecki chirurg. Jego bratem był patolog Friedrich Ernst Krukenberg (1871-1946). W 1917 roku opisał technikę operacyjną zaopatrywania kikutów amputowanych kończyn, znaną dziś jako "procedura Krukenberga".